# TIFF 2017
Cea de-a 16-a ediție a Festivalului Internațional de Film Transilvania s-a desfășurat în perioada 2-11 iunie 2017 la Cluj-Napoca. 
În competiția pentru Trofeul Transilvania au intrat 12 filme.
Actorul Alain Delon a venit pentru prima dată în România, ca invitat special al TIFF și a primit Premiul pentru întreaga carieră la gala de închidere a festivalului, la Teatrul Național din Cluj.
Filmul de deschidere a festivalului a fost Regele Belgiei (King of the Belgians), o comedie scrisă și regizată de Peter Brosens și Jessica Woodworth.

## Filmele din competiția oficială
| Titlu original          | Titlu românesc           | Țara                       | Regizor                           |
| ----------------------- | ------------------------ | -------------------------- | --------------------------------- |
| Chemi Bedinieri Ojakhi  | Familia mea fericită     | Georgia Germania Franța    | Nana Ekvtimishvili, Simon Gross   |
| Las toninas van al este | Delfinii înoată spre est | Uruguay Argentina Germania | Gonzalo Delgado, Verónica Perrota |
| Slava                   | Gloria                   | Bulgaria Grecia            | Kristina Grozeva, Petar Valchanov |
| Hounds of love          | Tortura                  | Australia                  | Ben Young                         |
| Hjartasteinn            | Piatră pe inimă          | Danemarca Islanda          | Antony Cordier                    |
| El Rei Borni            | Regele fără un ochi      | Spania                     | Marc Crehuet                      |
| Tamaroz                 | Simularea                | Iran                       | Abed Abest                        |
| God’s own country       | Tărâmul binecuvântat     | Regatul Unit               | Francis Lee                       |
| Medinat Hagamadim       | Tărâmul celor mici       | Israel Palestina           | Yaniv Berman                      |
| Plac Zabaw              | Teren de joacă           | Polonia                    | Bartosz M. Kowalski               |
| Chas Khrizantem         | Vremea crizantemelor     | Ucraina                    | Dmytro Moiseiev                   |
| Zeus                    | Zeus                     | Mexic                      | Miguel Calderón                   |